# Tetroly
Tetroly jsou čtyřsytné alkoholy, v širším slova smyslu se sem řadí všechny hydroxylové deriváty uhlovodíků obsahující čtyři hydroxylové skupiny.

## Příklady
- erythritol
- threitol